# Красный Страж
Красный Страж — персонаж комиксов компании Marvel Comics. Впервые появился в комиксе о Мстителях (Avengers #43) в августе 1967 года, а позже и в комиксе «Namor, The Sub Mariner Annual» № 1.
Дэвид Харбор сыграл воплощение Алексея Шостакова (Красного Стража) в фильме Кинематографической вселенной Marvel 2021 года «Чёрная вдова», а также «Громовержцы*» (2025) и исполнит эту роль в фильме «Мстители 5: Судный день» (2026).

## Биография

### Алексей Лебедев
Алексей Лебедев, впервые появился в «Namor, The Sub Mariner Annual» № 1. О нём очень мало известно, но он сражался вместе с Капитаном Америка (Уильям Наслунд) и Подводником на Потсдамской конференции, в июле 1945 года. Он начал свою карьеру во время Второй мировой войны. Как и другие крестоносцы с одноимённым названием, он был создан как советский коллега капитана Америки. Позже он был, по-видимому, убит во время холодной войны 1950-х годов, выступая против жестоких экспериментов, которые впоследствии создадут его преемника.

### Алексей Шостаков
Алексей Шостаков был одним из известнейших пилотов-испытателей Советского Союза. Благодаря его выдающимся умениям Шостакова выбирали для наиболее секретных и опасных советских полётов. Советы контролировали средства массовой информации и широко освещали его задания, описывая его, как Героя Советского Союза. Личная жизнь Шостакова также удалась, он женился на не менее знаменитой балерине Наталье Романовой.
КГБ решил, что из Шостаковых получатся отличные агенты. Когда Шостаков находился на задании вдали от дома, его проинформировали о новых планах правительства для него и сообщили, что теперь он не может контактировать со своими старыми друзьями и знакомыми, даже с собственной женой. Тем временем, Советы официально сообщили Наталье Шостаковой, что её муж погиб при взрыве испытательной ракеты. Убитая горем, Наталья Шостакова сказала, что она хочет сделать что-то достойное памяти её героического супруга. КГБ предвидел такую реакцию и ловко отправил её тренироваться, чтобы стать шпионкой, известной как Чёрная Вдова. Со временем Чёрная Вдова, теперь вновь использовавшая свою девичью фамилию, дезертировала в Соединённые Штаты.
КГБ тренировал Алексея Шостакова на Красного Стража, специального костюмированного агента, который должен был стать ответом Капитану Америке. По прошествии нескольких лет его тренировок, Шостаков стал жестоким и беспощадным человеком, с сильно изменившейся личностью по сравнению с тем временем, когда он жил со своей женой.
Китайская Народная Республика разработала устройство, названное психотрон, способное вызывать массовые галлюцинации. Это дало Красным Китайцам оружие, против которого у Соединённых Штатов и Советского Союза не было бы защиты, позволившей им устранить опасность. Однако Красным Китайцам необходим был способ доставки психотронов на достаточное расстояние от стран, которые они намеревались завоевать. Они поняли, что им понадобятся подводные лодки одной из стран, чтобы доставить психотроны к берегам других. Решив, что Советский Союз поможет им завоевать другую страну, Китайское правительство проинформировало Советы о психотроне и их плане захватить Америку. Заинтригованные идеей легко закончить своё соперничество с Соединёнными Штатами, Советский Союз послал высокопоставленного офицера, Генерала Юрия Брюшова, и Шостакова, теперь известного как Красногвардеец, на секретную военную базу в Китае, где хранился прототип психотрона. Брюшев должен был определить эффективность машины, а Красногвардеец защитить и его, и устройство.
Чёрная Вдова также прибыла на базу по заданию Щ. И. Т.'а и была схвачена. За ней отправился Соколиный Глаз, в то время её возлюбленный, вместе с товарищем из команды Мстителей — Геркулесом. Красногвардеец поймал Соколиного Глаза и заманил Геркулеса в психотрон, где его подвергли галлюцинациям. Красный Страж снял маску перед Соколиным Глазом и Вдовой, и она с ужасом поняла, что он был её мужем. Мстители, ведомые Капитаном Америкой, прибыли на базу, и Красногвардеец увидел свою долгожданную возможность доказать превосходство перед Американским прототипом, и двое вступили в схватку.
Капитан Америка одерживал победу над Красным Стражем, когда Колонел Линг (глава военной базы) электризовал сетку, на которой стоял Кэп, оставив его без сознания. Красногвардеец был разъярён поступком Линга. Чёрная Вдова сбежала и пробралась в мозговой центр психотрона и уничтожила его. Красногвардеец, все ещё любивший её, попытался остановить Линга, но был сам застрелен. Уничтожение психотрона вызвало череду взрывов и пожаров в комплексе здания. Линг заметил Геркулеса, выносящего в безопасное место Капитана Америку, и решил отомстить, направив лазерный пистолет на Кэпа. Однако умирающий Красногвардеец не позволил Лингу убить храброго, но беззащитного соперника и из последних сил выбил пистолет. Выстрел лазера попал в газовые трубы, вызвав взрыв, пробудивший потухший вулкан, на котором была построена база. Все сооружение, в том числе Красногвардеец и Линг, было уничтожено в результате катастрофы, в то время как Чёрная Вдова, Соколиный Глаз, Геркулес, Капитан Америка и другие Мстители благополучно вернулись в США.
Русские агенты создали двойника Алексея Шостакова, которого они использовали, чтобы заставить Наташу думать, что её муж жив. Угрожая уничтожить Алексея, они заставили её шпионить в пользу России. Заполучив нужную технологию, русские раскрыли правду и попытались убить Вдову, но с помощью Ивана она одолела их и уничтожила клона Алексея.
Правительство США стремилось передать Наташу правительству Болгарии в обмен на Мадам Гидру (Гадюка). Наташа ещё раз пересеклась с Сорвиголовой и двое стали работать вместе с Щ. И. Т.'ом, чтобы одолеть людей, пытавшихся обменять её болгарскому правительству. Наташа столкнулась лицом к лицу с Алексеем, её мужем, который предположительно погиб. Выяснилось, что за всем этим стоял Алексей, стремившийся похитить Наташу. Однако Наташе вместе с агентами Щ. И. Т.'а и Мстителями удалось одолеть Алексея и взять его в плен.

### Таня Белински
Доктор Таня Белински, профессиональный нейрохирург также была Красным Стражем. Она была чрезвычайно быстра, хорошо владела рукопашным боем. Она впервые появилась в Defenders #35 (Май, 1976).
Таня прибыла в США, чтобы прооперировать мозг Ночного Ястреба, члена Защитников, а позже и сама присоединилась к ним. Она стала близким другом Клеи, Чародейки и Валькирии. Девушка часто поражалась капиталистической культурой и критиковала её.
Присутствие/Сергей Крылов позже поймал её и мутировал в Сияние — существо, в большей степени состоящее из радиоактивной энергии. Она никогда не появлялась без своего защитного костюма и даже нет уверенности, есть ли под костюмом человеческое тело. Сияние может создавать энергетические поля и проектировать мощные энергетические выстрелы в своих врагов. Она может прокалывать искривленное пространство, что позволяет ей мгновенно перелетать к звёздам и другим галактикам. Она не восприимчива к радиации и может фактически поглощать её для увеличения своих сил. Она не нуждается в еде, воде, воздухе и сне. Сияние и Присутствие все ещё остаются телепатически связанными друг с другом. Было время, когда Присутствие взял её под свой контроль, но ей хватило достаточной силы воли, чтобы вернуть свою независимость. Они находятся в сильной зависимости и боятся потерять друг друга.

### Новый Красный Страж
В новом томе Халка выяснилось, что в рядах Зимней Гвардии появился новый Красный Страж, однако его полная личность пока не раскрыта, а только имя — Антон. Он и Зимняя Гвардия позже появлялись в истории Женщины-Халка и Железного Человека во время Тайного Вторжения Антон утверждает, что был инженером и бывшим пилотом Багрового Динамо, и позже выяснилось, что он (по крайней мере частично) Life Model Decoy. Он был убит Dire Wraith.

## Другие версии

### Земля-2149
Мало известно, что происходило с Красным Стражем до появления эпидемии зомби на Земле-2149, хотя предположительно история такая же, как и на Земле-616.
По-видимому, у Алексея было задание в России, когда Ртуть инфицировал его болезнью зомби.

### Земля-3470
В одной из реальностей «Exiles» появляется Красный Страж в полной броне.

### Земля-58163
Красный Страж — член Советских Супер Солдат.

### Земля-70105
У Алексея та же история, что и на Земле-616, и он помог защитить Землю от Галактуса.

### Ultimate
Версия Алексея Шостакова из Ultimate назывался «Капитан Россия», предназначенный для русской версии Капитана Америка. Эта версия является безумной и использует временной щит, созданный частично из человеческих останков, и обладает сверхчеловеческой силой и долговечностью. В борьбе между двумя суперсолдатами, Капитан Америка побеждает его. Шостаков когда-то был женат на Чёрной вдове и теперь умер.

## Силы и способности
Красный Страж был великолепным атлетом с потрясающей ловкостью и обучился в КГБ многим видам рукопашного боя. Кроме того, он владел навыками отличного пилота.
На своем ремне Красный Страж носит диск, который, сняв с ремня, он может метать как оружие. Специальные магнитные устройства внутри диска и ремня возвращают диск обратно к своему владельцу.

## Вне комиксов

### Мультфильмы
- Красный Страж появился вместе с остальными членами Зимней Гвардии[англ.] в эпизоде «Секретные мстители» мультсериала «Мстители, общий сбор!». Красного Стража в мультсериале озвучил Трой Бейкер в русском акценте[14].

### В кино
- Дэвид Харбор исполнил роль версии Алексея Шостакова в фильме «Чёрная вдова»[15].
- Харбор вернулся к роли Алексея Шостакова / Красного Стража в фильме «Громовержцы» (2025)[16].

### Видео-игры
- Красный страж является одним из персонажей в игре Lego Marvel Super Heroes 2.
- Красный страж появился как персонаж в Marvel Future Fight
- Красный страж является одним из чемпионов в Marvel Contest of Champions